# 大澤茂樹
大澤 茂樹（おおさわ しげき、1986年5月2日 - ）は、日本の男性総合格闘家、レスリング選手。茨城県牛久市出身。Honey Trap所属。

## 来歴
小学5年生からレスリングを始め、全国中学生最優秀選手、霞ヶ浦高校に進学し全国大会3冠を達成し全国最優秀選手、山梨学院大学進学後は1年生で大学選手権を制覇し、シニアの大会でも優勝するなどレスリングの名門校を渡り歩き数々のタイトルを獲得。最激戦区、レスリングフリースタイル60kg級で北京オリンピック銅メダリストである湯元健一、高校の1学年上の先輩でもある2006年世界選手権銅メダリスト高塚紀行とともに「3強」と呼ばれていた。
2008年7月15日、真騎士とともに戦極育成選手（現・SRC育成選手）として契約を発表。
2009年4月5日、総合格闘家デビュー。パンクラスで松井英夫と対戦し、判定勝ち。
2009年5月2日、戦極に初出場し戦極 〜第八陣〜オープニングファイトで石橋幸太と対戦し、判定勝ち。
2009年6月、戦極G!杯のフェザー級（-65 kg）に出場。準決勝で岸貴之に判定勝ち。8月2日、戦極 〜第九陣〜でオープニングファイトとして行われた決勝では原井徹と対戦し、右ストレートでダウンを奪うとパウンドで追撃しTKO勝ち、優勝を果たした。9月23日の戦極 〜第十陣〜ではオープニングファイトで行われた戦極G!杯 日韓対抗戦でキム・ギヒョンに判定勝ちを収めた。
2009年11月7日、初めての本戦出場となった戦極 〜第十一陣〜でロニー・牛若と対戦し、判定負けを喫した。
2010年3月7日、SRC12でカン・ギョンホと対戦し、判定勝ち。この試合より吉田道場所属としてではなく、SRC育成選手としての出場となった。
2010年6月20日、SRC13で戸井田カツヤと対戦。3R1分35秒、戸井田のローブローで大澤が続行不可能となり反則勝ちとなったが、試合後に戸井田の提訴があり協議の結果7月28日にノーコンテストに変更された。
2011年2月19日、初出場となったシュートボクシングで鈴木博昭と対戦し、0-3の判定負けを喫した。
2011年6月、SRCの活動停止に伴いSRC育成選手契約を解除した。
2012年3月10日、修斗で矢地祐介と対戦し、判定負け。
2013年10月5日、VTJ 3rdで西浦聡生と対戦し、判定負け。
2014年11月30日、GRACHAN.15のMMA初代フェザー級王座決定戦で咲田ケイジと対戦、判定勝利し王座獲得に成功した。
2016年10月10日、GRACHAN 25のGRACHANフェザー級タイトルマッチで挑戦者の原井徹と対戦し、KO勝ちを収め2度目の王座防衛に成功した。
2017年5月14日、GRACHAN.29のGRACHANフェザー級タイトルマッチで挑戦者の阪本洋平と対戦し、KO負けを喫し王座陥落した。

## 戦績

### プロ総合格闘技
| 総合格闘技 戦績 | 総合格闘技 戦績 | 総合格闘技 戦績 | 総合格闘技 戦績 | 総合格闘技 戦績 | 総合格闘技 戦績 | 総合格闘技 戦績 |
| --------------- | --------------- | --------------- | --------------- | --------------- | --------------- | --------------- |
| 32 試合         | (T)KO           | 一本            | 判定            | その他          | 引き分け        | 無効試合        |
| 20 勝           | 9               | 0               | 11              | 0               | 5               | 1               |
| 6 敗            | 2               | 0               | 4               | 0               | 5               | 1               |

| 勝敗 | 対戦相手                 | 試合結果                             | 大会名                                                                          | 開催年月日     |
| ×    | 横山恭典                 | 5分2R終了 判定0-3                    | DEEP 90 IMPACT                                                                  | 2019年6月29日  |
| ○    | 飯田健夫                 | 5分2R終了 判定3-0                    | GRACHAN 35 × vol.6                                                              | 2018年5月27日  |
| ○    | 鍵山雄介                 | 5分2R終了 判定2-1                    | GRACHAN 31                                                                      | 2017年10月15日 |
| ×    | 阪本洋平                 | 2R 0:46 KO                           | GRACHAN 29 × One more chance 「1MC vol.3」 【GRACHAN フェザー級タイトルマッチ】 | 2017年5月14日  |
| ○    | 大道翔貴                 | 5分2R終了 判定3-0                    | GRACHAN 28 × BRAVE FIGHT 14                                                     | 2017年2月26日  |
| ○    | 原井徹                   | 1R 2:37 TKO（右フック→パウンド）     | GRACHAN 25 × BFC. vol.2 【GRACHAN フェザー級タイトルマッチ】                    | 2016年10月10日 |
| ○    | ハッカムノーイ・エスジム | 5分2R終了 判定3-0                    | GRACHAN 24 × 1MC. vol.2                                                         | 2016年8月7日   |
| △    | 手塚基伸                 | 5分2R終了 判定1-0                    | GRACHAN 23 × 1MC. vol.1                                                         | 2016年5月22日  |
| △    | 原井徹                   | 5分3R終了 判定0-1                    | GRACHAN 19 × BOM IX.5 【GRACHAN MMAフェザー級タイトルマッチ】                   | 2015年9月19日  |
| ○    | 宇野薫                   | 2R 4:03 KO（左フック）               | 修斗                                                                            | 2015年7月26日  |
| ○    | 美木航                   | 5分3R終了 判定3-0                    | 修斗 2015年 開幕戦                                                              | 2015年1月25日  |
| ○    | 咲田ケイジ               | 3R 4:15 TKO                          | GRACHAN 15 【GRACHAN MMA初代フェザー級王者決定戦】                              | 2014年11月30日 |
| ×    | 三上譲治                 | 1R 2:01 KO（右フック）               | VTJ 6th                                                                         | 2014年10月4日  |
| ○    | 村田俊                   | 1R 3:34 TKO（ドクターストップ）      | GRACHAN 14 × マッハ祭り                                                         | 2014年7月20日  |
| △    | くわい“D”郁矢            | 5分2R終了 判定1-0                    | 修斗                                                                            | 2014年5月5日   |
| ○    | ジャングル伊藤           | 5分3R終了 判定3-0                    | 修斗                                                                            | 2014年1月13日  |
| ×    | 西浦"ウィッキー"聡生     | 5分3R終了 判定1-2                    | VTJ 3rd                                                                         | 2013年10月5日  |
| ○    | 里本一也                 | 2R 3:44 TKO（ドクターストップ）      | 修斗                                                                            | 2013年1月20日  |
| ×    | 中村好史                 | 5分3R終了 判定0-2                    | SHOOTO GIG TOKYO Vol.12                                                         | 2012年10月27日 |
| ○    | 阿部裕幸                 | 1R 4:12 KO（左ストレート→パウンド）  | 修斗                                                                            | 2012年9月30日  |
| ×    | 矢地祐介                 | 5分3R終了 判定0-3                    | 修斗                                                                            | 2012年3月10日  |
| ○    | ジョン・ヨンサム         | 2R 4:34 TKO（パウンド）              | RINGS BATTLE GENESIS vol.9                                                      | 2012年1月22日  |
| ×    | 田村彰敏                 | 5分3R終了 判定0-3                    | SHOOTO the SHOOT 2011                                                           | 2011年11月5日  |
| △    | 清水俊一                 | 5分2R終了 時間切れ                   | ZST BATTLE HAZARD 05                                                            | 2011年7月17日  |
| △    | 鹿又智成                 | 5分3R終了 判定0-0                    | PANCRASE 2010 PASSION TOUR                                                      | 2010年11月3日  |
| ○    | 斉藤正臣                 | 1R 1:42 TKO（左フック→パウンド）     | PANCRASE 2010 PASSION TOUR                                                      | 2010年10月3日  |
| －   | 戸井田カツヤ             | 3R 1:35 ノーコンテスト（ローブロー） | SRC13                                                                           | 2010年6月20日  |
| ○    | カン・ギョンホ           | 5分3R終了 判定3-0                    | SRC12                                                                           | 2010年3月7日   |
| ×    | ロニー・牛若             | 5分3R終了 判定0-3                    | 戦極 〜第十一陣〜                                                               | 2009年11月7日  |
| ○    | キム・ギヒョン           | 5分2R終了 判定3-0                    | 戦極 〜第十陣〜                                                                 | 2009年9月23日  |
| ○    | 原井徹                   | 1R 4:24 TKO（右ストレート→パウンド） | 戦極 〜第九陣〜 【戦極G!杯 フェザー級 決勝】                                    | 2009年8月2日   |
| ○    | 石橋幸太                 | 5分2R終了 判定3-0                    | 戦極 〜第八陣〜                                                                 | 2009年5月2日   |
| ○    | 松井英夫                 | 5分2R終了 判定3-0                    | PANCRASE 2009 CHANGING TOUR                                                     | 2009年4月5日   |

### アマチュア総合格闘技
| 勝敗 | 対戦相手 | 試合結果          | 大会名                     | 開催年月日 |
| ○    | 岸貴之   | 5分2R終了 判定3-0 | 戦極G!杯 フェザー級 準決勝 | 2009年6月  |

### シュートボクシング
| 勝敗 | 対戦相手 | 試合結果       | 大会名                          | 開催年月日    |
| ○    | 菅原勇介 | 3R終了 判定3-0 | SHOOT BOXING 2011 act.4 -SB172- | 2011年9月10日 |
| ×    | 鈴木博昭 | 3R終了 判定0-3 | SHOOT BOXING 2011 act.1 -SB166- | 2011年2月19日 |

## 獲得タイトル
- 戦極G!杯 フェザー級 優勝（2009年）
- 初代GRACHAN MMAフェザー級王座（2014年）

## レスリング

### 主な戦績
2003年
- インターハイ 優勝
- 国民体育大会（NEW!!わかふじ国体）少年の部 優勝

2004年
- 全国高校選抜 優勝
- インターハイ 優勝
- 国民体育大会（彩の国まごころ国体）少年の部 優勝

2005年
- ジュニアアジア選手権 優勝
- 全日本大学選手権 優勝
- 国民体育大会（晴れの国おかやま国体）成年の部 優勝

2006年
- ジュニアオリンピック 優勝
- 世界ジュニア選手権 3位

2007年
- 全日本選抜選手権 優勝
- 全日本大学選手権 優勝

2008年
- 世界学生選手権 優勝
- 国民体育大会（チャレンジ!おおいた国体）成年の部 優勝